# Обихиро
Обихиро (јап. 帯広市) град је у Јапану у префектури Хокаидо. Према попису становништва из 2005. у граду је живело 170.580 становника.

## Становништво
Према подацима са пописа, у граду је 2005. године живело 170.580 становника.
| 1995.   | 2000.   | 2005.   |
| ------- | ------- | ------- |
| 171.715 | 173.030 | 170.580 |